# Friedrich Brauner
Friedrich Brauner (* 27. März 1889 in Wien; † 23. März 1942 in Bernburg (Saale)) war ein österreichischer Maschinenschlosser und Widerstandskämpfer. Er wurde 1942 vom NS-Regime ermordet.

## Leben und Werk
Brauner forderte seine Arbeitskollegen u. a. zur „Nichtbefolgung der Luftschutzanordnungen“ und zur „Erzwingung von Schwerarbeiterkarten durch Streik“ auf. Auch stellte er fest, der Krieg sei durch „Verschulden Deutschlands ausgebrochen“. Daraufhin wurde er  im Jänner 1940 wegen „staatsfeindlicher Umtriebe“ festgenommen und schließlich ins KZ Ravensbrück überstellt. Am 23. März 1942 wurde er im Rahmen der Aktion 14f13 in der Euthanasieanstalt Bernburg/Saale ermordet.